# Wellsville (Utah)
Wellsville – miasto w Stanach Zjednoczonych, w stanie Utah, w hrabstwie Cache.